# 波赫丹尼夫卡 (尼任區)
50°49′16″N 31°58′41″E / 50.82111°N 31.97806°E
波赫丹尼夫卡（烏克蘭語：Богданівка），是烏克蘭的村落，位於該國北部切爾尼戈夫州，由尼任區負責管轄，始建於1713年，面積1.73平方公里，海拔高度125米，2001年人口546，人口密度每平方公里316.52人。